# Frankie J. Galasso
Frankie J. Galasso, all'anagrafe Frank Jonathan Galasso (New York, 24 gennaio 1985), è un attore e musicista statunitense.

## Biografia
Figlio unico, vive a New York, nel distretto del Bronx, dove è anche nato, con i genitori. Debutta come attore a 10 anni, interpretando Mickey Canetti nella serie televisiva Hudson Street. Al cinema esordisce con Da giungla a giungla.
Come musicista, è stato membro del gruppo Dream Street e 
Ha doppiato Christopher Robin nelle parti cantate in Winnie the Pooh alla ricerca di Christopher Robin e Winnie the Pooh: Tempo di regali.

## Filmografia

### Attore

#### Cinema
- Da giungla a giungla (Jungle 2 Jungle), regia di John Pasquin (1997)
- A Tale of Two Pizzas, regia di Vincent Sassone (2003)
- The Biggest Fan, regia di Michael Criscione e Michael Meyer (2005)
- Dream Street: Live, regia di David Niles - documentario (2001)

#### Televisione
- Hudson Street - serie TV, 22 episodi (1995-1996)
- Così gira il mondo (As the World Turns) - serie TV, episodio 1 episodio (1999)
- The Power of One: The Pokémon 2000 Movie Special, regia di Richard Dipirro - film TV (2000)
- La valle dei pini (All My Children) - serie TV, 2 episodi (2000)

#### Videoclip
- Dream Street It Happens Everytime, regia di David Niles (2000)

### Doppiatore
- Winnie the Pooh alla ricerca di Christopher Robin (Pooh's Grand Adventure: The Search for Christopher Robin), regia di Karl Geurs (1997) - Christopher Robin (canto)
- A Winnie the Pooh Thanksgiving, regia di Jun Falkenstein - film TV (1998) - Christopher Robin (canto)
- Winnie the Pooh: un San Valentino per te (Winnie the Pooh: A Valentine for You), regia di Keith Ingham (1999) - Christopher Robin (canto)
- Winnie the Pooh: Tempo di regali (Winnie the Pooh: Seasons of Giving), regia di Jun Falkenstein, Karl Geurs, Gary Katona, Ed Wexler - direct-to-video (1999) - Christopher Robin (canto)
- Sing a Song with Tigger, regia di Bonnie Peterson - direct-to-video (2000) - Christopher Robin (canto)

## Programmi televisivi
- Jerry Lewis MDA Labor Day Telethon - talk show (2001)
- Slimetime Live - quiz televisivo (2001)

## Teatro
- An Inspector Calls, Royale Theatre, New York (1994-1995)
- Jersey Boys, August Wilson Theatre, New York (2005-2017)

## Discografia

### Solista

#### Collaborazioni
- 1995 - Paige O'Hara Loving You - Paige O'Hara Sings Jerry Herman, nel brano We Need A Little Christmas
- 1998 - Claibe Richardson e Stephen Cole The Night Of The Hunter - A New Musical

### Con i Dream Street

#### Album
- 2001 - Dream Street

#### Raccolte
- 2002 - The Biggest Fan (Original Soundtrack)

#### Singoli
- 2020 - I Miss You (Dedicated to Chris Trousdale)